# Yann Coatanlem
Pour les articles homonymes, voir Coatanlem.
 (avril 2022).
La mise en forme du texte ne suit pas les recommandations de Wikipédia : il faut le « wikifier ».
Les points d'amélioration suivants sont les cas les plus fréquents. Le détail des points à revoir est peut-être précisé sur la page de discussion.
- Les titres sont pré-formatés par le logiciel. Ils ne sont ni en capitales, ni en gras.
- Le texte ne doit pas être écrit en capitales (les noms de famille non plus), ni en gras, ni en italique, ni en « petit »…
- Le gras n'est utilisé que pour surligner le titre de l'article dans l'introduction, une seule fois.
- L'italique est rarement utilisé : mots en langue étrangère, titres d'œuvres, noms de bateaux, etc.
- Les citations ne sont pas en italique mais en corps de texte normal. Elles sont entourées par des guillemets français : « et ».
- Les listes à puces sont à éviter, des paragraphes rédigés étant largement préférés. Les tableaux sont à réserver à la présentation de données structurées (résultats, etc.).
- Les appels de note de bas de page (petits chiffres en exposant, introduits par l'outil «  Source ») sont à placer entre la fin de phrase et le point final[comme ça].
- Les liens internes (vers d'autres articles de Wikipédia) sont à choisir avec parcimonie. Créez des liens vers des articles approfondissant le sujet. Les termes génériques sans rapport avec le sujet sont à éviter, ainsi que les répétitions de liens vers un même terme.
- Les liens externes sont à placer uniquement dans une section « Liens externes », à la fin de l'article. Ces liens sont à choisir avec parcimonie suivant les règles définies. Si un lien sert de source à l'article, son insertion dans le texte est à faire par les notes de bas de page.
- La présentation des références doit suivre les conventions bibliographiques. Il est recommandé d'utiliser les modèles {{Ouvrage}}, {{Chapitre}}, {{Article}}, {{Lien web}} et/ou {{Bibliographie}}. Le mode d'édition visuel peut mettre en forme automatiquement les références.
- Insérer une infobox (cadre d'informations à droite) n'est pas obligatoire pour parachever la mise en page.

Pour une aide détaillée, merci de consulter Aide:Wikification.
Si vous pensez que ces points ont été résolus, vous pouvez retirer ce bandeau et améliorer la mise en forme d'un autre article.
 (avril 2022).
 (avril 2022).
Yann Coatanlem, né le 16 juin 1969 à Reims, est un économiste et un dirigeant d’entreprise français. Il est président du think tank franco-américain Club Praxis, où il a contribué à l’ouverture des données publiques dans le domaine social et fiscal.
Responsable d’un département de recherche à la banque d’investissement Salomon Brothers devenue Citigroup, il est aujourd’hui directeur général de DataCore Innovations, une start-up de FinTech spécialisée dans les produits financiers « antifragiles » et ESG.
Membre du Conseil d’administration de Paris School of Economics, il a participé à l’évolution des programmes de Sciences économiques et sociales au lycée.
En 2023, il obtient le 36e Prix Turgot, avec Antonio de Lecea, pour leur livre Le Capitalisme contre les Inégalités (PUF), qui a également reçu le Prix Louis Marin de l'Académie des Sciences Morales et Politiques. En 2018, il reçoit le Prix spécial de l’Académie des sciences morales et politiques pour son livre Le Gouvernement des citoyens (PUF) et l’ensemble des travaux du Club Praxis,. La même année, il est récompensé de la Médaille d’Or de la Renaissance Française. L‘Institut de France attribue au livre Le Capitalisme contre les inégalités (PUF) le Prix Louis Marin en 2022.

## Biographie
Coatanlem est diplômé de l'École nationale supérieure d'informatique et de mathématiques appliquées de Grenoble (1992). Il a obtenu un mastère en finance internationale à l'École des hautes études commerciales (HEC) en 1994. Il commence sa carrière dans le département d’arbitrage de Salomon Brothers, où il travaille sur des modèles stochastiques de taux d’intérêt utilisés dans l’évaluation et la gestion de risque des produits dérivés. Il prend la direction de plusieurs groupes de recherche de la banque, devenue Citigroup. Il est nommé Managing Director en 2005. Son expertise s'applique au risque de contrepartie,, risque systémique, gestion du risque de modèle. Il assure la coordination avec les régulateurs (Réserve fédérale et OCC) dans les « stress tests » des activités de marché (CCAR) et les appels de marge.
En 2007, il crée, sous l’impulsion d'Henri de Castries, un think-tank franco-américain indépendant, le Club Praxis. Celui-ci se distingue par son l’utilisation répétée des mega-données publiques pour l’amélioration des politiques publiques. Les publications du Club Praxis sont discutées avec les pouvoirs publics.
En 2015, le Club Praxis s’est allié avec l’Institut des Politiques Publiques dirigé par Antoine Bozio pour élaborer un outil de micro-simulation de l’ensemble du système social et fiscal français. Il a permis pour la première fois  de mesurer l’impact de l’introduction d’un revenu universel et d’étudier les gagnants et les perdants de cette mesure sur un très large échantillon de ménages,,. Ce projet a été financé en partie par la Fondation AXA pour la recherche et présenté au sommet de l’Open Government Partnership à Paris en 2016.
Le Club Praxis a travaillé sur la régulation des marchés financiers avec le Labex Refi, et sur la stabilité financière et les finances publiques avec les Entretiens de Royaumont. Il est consulté par la presse sur les problèmes économiques en France, en Europe ou aux États-Unis,.
Yann Coatanlem a écrit des articles sur les questions de gouvernance en Europe. La construction européenne est au centre de ses préoccupations,.
Les sujets technologiques, comme la santé numérique (en collaboration avec la French Healthcare Association) et la question des deepfakes ont été abordés par le Club Praxis.
En 2016, l’Académie des sciences morales et politiques a chargé plusieurs économistes, (Olivier Blanchard, Thomas Philippon, Bernard Salanié, Kevin H. O’Rourke et Coatanlem) de publier un rapport sur l’état de l’enseignement des Sciences économiques et sociales dans le secondaire en France. Coatanlem a fait en janvier et février 2017 deux présentations à l’Académie. Elles ont été relayées par la presse nationale. Le journal Le Monde expose les divergences entre les écoles de pensée, titrant : « Sciences éco et patrons : la guerre est (re)déclarée ».
Le Figaro note que Yann Coatanlem, président du Club Praxis, est en contradicton résolue avec les manuels de l'éditeur Belin : 

« De nombreux courants de pensée sont présentés dans une égalité scrupuleuse, mais qui laisse perplexe le futur citoyen et contribue à une impression générale de pessimisme particulièrement dangereuse, alors qu'il existe un socle théorique de base qu'aucun économiste ne songerait à remettre en cause. »

Le constat est repris par Le Point, Le NouvelObs, La Croix et L’Opinion. La presse note l’accent mis par Coatanlem sur l’importance  d’une meilleure compréhension du monde de l’entreprise par les élèves,,. Jean Peyrelevade le rejoint sur le besoin d’une meilleure coordination des programmes de maths et d’économie. Les Echos notent que lorsque Coatanlem s’étonne « du manque d'introduction à des outils probabilistes (variables gaussiennes, simulations de Monte-Carlo) et statistiques de base, tels que les régressions linéaires, et en général l'estimation de paramètres de modèles simples », un enseignant ajoute : « de quoi faire fuir mes élèves en courant ».
La proposition de Coatanlem de remplacer des catégorisations selon lui trop grossières, comme celle de « classe sociale », par une analyse plus fine des inégalités, est critiquée, de même que sa proposition de reléguer Marx aux programmes d’histoire,,,. L’Humanité s'étonne que l’on puisse considérer le « prix du risque » comme un moyen de balayer « les points de vue marxistes assimilant les plus-values à l’extorsion des travailleurs ».
En 2020, Coatanlem devient Directeur général de DataCore Innovations, une FinTech spécialisée dans les produits financiers « antifragiles » et le risque systémique, au sens de Nassim Taleb dans Black Swan.
Il est administrateur de Paris School of Economics depuis 2020, du think tank Droit & Croissance depuis 2016, président de l’American Foundation for Paris School of Economics depuis 2018, et a siégé au conseil d’administration de l'European-American Chamber of Commerce (en) de 2012 à 2022. Il est aussi officier de réserve. Conseiller du Commerce extérieur depuis 2015, il aide les startups françaises. Il a été membre du jury du International Blockchain Innovation Challenge à Columbia University en 2019.
Yann Coatanlem est membre du Conseil d’administration de GlassView, une société AdTech saluée par Deloitte pour sa 3e place au classement des entreprises à forte croissance dans le secteur du média digital aux États-Unis, et sa 97e place, toutes industries confondues.

## Coût de l'échec en Europe et rapport Draghi
Les travaux de Yann Coatanlem et Olivier Coste sur le coût prohibitif de l'échec dans les technologies de rupture, publiés par l'université de Bocconi, ont influencé le rapport Draghi, le European Innovation Forum  ainsi que le Competitiveness Compass de la présidente Ursula von der Leyen : Lower growth prospects for EU start-ups and higher costs of failure weaken their attractiveness in the eyes of investors. As a result, many seek funding in the US and relocate there to benefit from a larger market and customer base. Horizon Europe est l'administration européenne en charge de confirmer ces analyses sur ce facteur dans le retard de la tech européenne. Cette thèse a été discutée dans la presse.

## Travaux & publications
- Le Capitalisme contre les inégalités - Conjuguer équité et efficacité dans un monde instable (avec Antonio de Lecea), PUF, 2022[58].
- Le Gouvernement des Citoyens, PUF, 2017[59].

- Chapitre Higher Quality Securitization in Financial Regulation in the EU: From Resilience to Growth, sous la direction de Raphaël Douady, Clément Goulet et Pierre-Charles Pradier, 2017[60]
- Chapitre Proposals on the Financial Crisis (p. 283-291) in Building an International Monetary and Financial System for the 21st Century: Agenda for Reform, Reinventing Bretton Woods Committee, 2009[61]

Les articles et tribunes de Yann Coatanlem ont été publiées par Le Monde, Les Echos, Le Figaro, La Tribune, L'Opinion, Ouest-France, Commentaire, Telos, Project Syndicate, Paris Innovation Review, Impakter, La Revue parlementaire, La Lettre de la Fondation Robert Schuman.

## Prix et honneurs
- 2023 : Prix Turgot pour Le Capitalisme contre les Inégalités[62].
- 2022 : Prix Louis Marin de l'Académie des sciences morales et politiques pour Le Capitalisme contre les inégalités.[6]
- 2018 : Prix spécial de l’Académie des sciences morales et politiques pour son livre Le Gouvernement des citoyens et l’ensemble des travaux du Club Praxis[63].
- 2018 : Médaille d'or de la Renaissance française[9],[64].
- 2017 : Chevalier de l’ordre national du Mérite[65].

## Activités caritatives et engagement politique
En avril 2020, et avec le soutien de l’Ambassade de France aux États-Unis et du Consulat général de France à New York, Yann Coatanlem a lancé une association d’aide aux personnes âgées fragilisées par la crise de Covid. L’association, d’environ 80 volontaires, a contacté et aidé plus de 500 personnes âgées,,,.
Il a organisé une levée de fonds à son domicile new-yorkais pour la future vice-présidente des États-Unis, Kamala Harris, quand elle était candidate à la primaire du parti démocrate,. Il a aussi été Délégué adjoint pour la Côte Est des États-Unis de l'Union pour un mouvement populaire (UMP) de 2009 à 2013,,. Il a été le directeur de campagne de Louis Giscard d'Estaing, candidat au siège de député de la première circonscription des Français de l’étranger (Amérique du Nord), lors d’une élection législative partielle de 2013.
Chairman de la Maison Française de l'Université de New York jusqu'à la fin de son mandat en décembre 2022, il a organisé une conférence du Président François Hollande devant les étudiants,. Il siège également au conseil d’administration de la French Heritage Society depuis 2015.

## Vie privée
Yann Coatanlem est marié à James Brooks et père d'un enfant. Il vit à New York.